# Nicolaus, California
Nicolaus, California (енгл. Nicolaus) насељено је место без административног статуса у америчкој савезној држави Калифорнија.

## Демографија
По попису из 2010. године број становника је 211.
| Група             | 2000.    | 2010.       |
| Белци             | 0 (0,0%) | 185 (87,7%) |
| Афроамериканци    | 0 (0,0%) | 1 (0,5%)    |
| Азијати           | 0 (0,0%) | 5 (2,4%)    |
| Хиспаноамериканци | 0 (0,0%) | 13 (6,2%)   |
| Укупно            | 0        | 211         |